# Pterygoneurum mac-leanum
Pterygoneurum mac-leanum är en bladmossart som beskrevs av Warnstorf 1916. Pterygoneurum mac-leanum ingår i släktet Pterygoneurum och familjen Pottiaceae. Inga underarter finns listade i Catalogue of Life.